# دهستان توتک
دهستان توتک، یکی از دهستان‌های بخش ایثار شهرستان مروست در استان یزد ایران است. مرکز این دهستان، روستای توتک است.

## جمعیت
بر پایه سرشماری عمومی نفوس و مسکن در سال ۱۳۹۵، جمعیت دهستان توتک برابر با ۴۲۰ نفر بوده‌است.